# Elizabeth Simmonds
Elizabeth Clare Simmonds –conocida como Lizzie Simmonds– (Lincoln, 22 de enero de 1991) es una deportista británica que compitió en natación, especialista en el estilo espalda.
Ganó dos medallas en el Campeonato Mundial de Natación en Piscina Corta de 2008, cuatro medallas en el Campeonato Europeo de Natación entre los años 2008 y 2014, y tres medallas de bronce en el Campeonato Europeo de Natación en Piscina Corta, en los años 2006 y 2008.
Participó en dos Juegos Olímpicos de Verano, ocupando el sexto lugar en Pekín 2008 y el cuarto en Londres 2012, en la prueba de 200 m espalda.

## Palmarés internacional
| Campeonato Mundial en Piscina Corta | Campeonato Mundial en Piscina Corta | Campeonato Mundial en Piscina Corta | Campeonato Mundial en Piscina Corta |
| Año                                 | Lugar                               | Medalla                             | Prueba                              |
| ----------------------------------- | ----------------------------------- | ----------------------------------- | ----------------------------------- |
| 2008                                | Mánchester (Reino Unido)            | Medalla de plata                    | 200 m espalda                       |
| 2008                                | Mánchester (Reino Unido)            | Medalla de bronce                   | 4 × 100 m estilos                   |
| Campeonato Europeo                  |                                     |                                     |                                     |
| Año                                 | Lugar                               | Medalla                             | Prueba                              |
| 2008                                | Eindhoven (Países Bajos)            | Medalla de oro                      | 4 × 100 m estilos                   |
| 2010                                | Budapest (Hungría)                  | Medalla de oro                      | 100 m espalda                       |
| 2010                                | Budapest (Hungría)                  | Medalla de plata                    | 100 m espalda                       |
| 2014                                | Berlín (Alemania)                   | Medalla de plata                    | 200 m espalda                       |
| Campeonato Europeo en Piscina Corta |                                     |                                     |                                     |
| Año                                 | Lugar                               | Medalla                             | Prueba                              |
| 2006                                | Helsinki (Finlandia)                | Medalla de bronce                   | 200 m espalda                       |
| 2006                                | Helsinki (Finlandia)                | Medalla de bronce                   | 4 × 50 m libre                      |
| 2008                                | Rijeka (Croacia)                    | Medalla de bronce                   | 200 m espalda                       |